# Constantin III d'Iméréthie
Constantin III d’Iméréthie (en géorgien : კონსტანტინე III, Konstantine III ; mort en 1587) est anti-roid’Iméréthie de 1585 à 1586.

## Biographie
Troisième fis du roi Bagrat III d'Iméréthie, il tente de monter sur le trône à la mort de son frère Georges II, au  détriment de son jeune  neveu Léon Ier. Il ne peut contrôler qu’une partie du pays, la haute-Iméréthie, et doit renoncer à ses ambitions. Il meurt en 1587.
Constantin III laisse plusieurs enfants, dont deux fils, le premier légitime et le second né d'une concubine, qui accèdent ultérieurement au trône :
- Rostom Ier ;
- Georges III.